# Sclerurus
Sclerurus és un gènere d'ocells de la família dels furnàrids (Furnariidae) que agrupa espècies natives de l'Amèrica tropical (Neotròpic), on es distribueixen des del sud-est de Mèxic, per Amèrica Central i del Sud, fins al nord de Bolívia per l'oest i fins al sud del Brasil, est del Paraguai i nord-est d'Argentina per l'est.

## Descripció
Els ocells d'aquest gènere són un grup uniforme de furnàrids críptics, mesurant entre 16 i 18,5 cm de longitud, principalment de color marró fosc amb cua negra i curta, que habiten a l'interior de selves humides. Les potes són curtes i els bec esvelt. Les diferències entre les espècies són subtils, especialment al patró del pit i la gola. El comportament de tots és similar, són furtius i discrets, principalment terrestres i en la major part del temps solitaris. Prefereixen llocs humits i quebrades, on salten i s'arrosseguen per terra, apartant fulles i altres residus amb el bec. No són particularment desconfiats i de vegades permeten una major aproximació; sense haver-los vist, poden sortir volant des de prop, emetent un agut «tsiiiít» i després solen romandre en un penjador baix per períodes relativament prolongats.

## Taxonomia i etimologia
Els treballs de filogènia molecular de D’Horta et al. (2013) trobaren que Sclerurus mexicanus consisteix en, almenys, dues espècies, el grup mesoamericà mexicanus, i la resta de les espècies, agrupades en S. obscurior; l'IOC segueix aquesta separació. Addicionalment, el mateix treball va trobar evidències que almenys quatre de les cinc subespècies sud-americanes (S. o. andinus, S. o. peruvianus, S. o. obscurior i S. o. macconnelli) haurien de ser tractades com a espècies separades per a les grans diferències genètiques i tot i ser aparentment parapàtriques. Un recent treball de Cooper i Cuervo (2017) va subministrar evidències vocals suggerint que S. mexicanus realment consisteix en múltiples espècies. El Comitè de Classificació de Sud-americà (SACC) va analitzar la múltiple separació a la Proposta N° 752, i va aprovar la separació del «grup obscurior» a la Part I i va rebutjar la separació de cadascuna de les quatre subespècies esmentades, a la Part IIb. A la mateixa proposta, Part IIa es recomana també la separació de S. mexicanus pullus.
La subespècie Sclerurus scansor cearensis, aïllada al nord-est brasiler, és tractada com a espècie separada per Manual del Ocells del Món (HBW) i Birdlife International (BLI) amb base en diferències morfològiques i de vocalització, i amb suport d'anàlisis genètiques de D'Horta et al. (2013); el Comitè Brasiler de Registres Ornitològics (CBRO) també segueix aquesta separació.
Diversos autors i classificacions van tractar, o tracten, aquest gènere, juntament amb el gènere Geositta, com a pertanyents a una família separada Scleruridae, com Moyle et al. (2009) i Ohlson et al. (2013). El SACC, amb base en els estudis de filogènia molecular de Derrybery et al. (2011) col·loca els dos gèneres en una subfamília Sclerurinae, basal a tots els furnàrids, inclusivament als grimpatroncs Dendrocolaptinae (també sovint separats en una família pròpia). Aquesta divisió en subfamílies i la nova seqüència dels gèneres va ser aprovada a la Proposta N° 504 del SACC.
El nom genèric Sclerurus es compon de les paraules del grec antic «σκληρος sklēros» que significa “rígid” i «ουρα oura», “cua”; significant de “cua rígida”.
Segons la Classificació del Congrés Ornitològic Internacional (versió 14.2, 2024) aquest gènere està format per 7 espècies:
- miner gorjablanc - (Sclerurus albigularis).
- miner cuanegre - (Sclerurus caudacutus).
- miner de Guatemala - (Sclerurus guatemalensis).
- miner de Mèxic - (Sclerurus mexicanus).[6]
- miner fosc - (Sclerurus obscurior).[14]
- miner gorja-roig - (Sclerurus rufigularis).
- miner pit-rogenc - (Sclerurus scansor).[7]